# Андер Гарітано
Андер Гарітано (ісп. Ander Garitano, нар. 26 лютого 1969, Деріо) — іспанський футболіст, що грав на позиції півзахисника. По завершенні ігрової кар'єри — тренер.
Виступав за клуби «Атлетік Більбао» та «Реал Сарагоса», а також збірну Країни Басків.

## Клубна кар'єра
Народився 26 лютого 1969 року в баскському місті Деріо і починав займатися футболом у провідному баскському клубі «Атлетік Більбао». З сезону 1985/86 став грати за дублюючу команду «Більбао Атлетік» у Сегунді, другому за рівнем дивізіоні країни.
12 березня 1988 року Гарітано дебютував за першу команду в матчі Ла Ліги проти мадридського «Реалу» (0:5), а з наступного сезону зумів закріпитися в основі «Атлетика», зарекомендувавши себе як майстра виконання вільних ударів. Гарітано забив 35 м'ячів в рамках Прімери за дев'ять сезонів у клубі, більшість з них саме зі штрафного. Крім того протягом декількох років він був метою Йогана Кройфа, який хотів підписати його до «Барселони», яку тренував, особливо влітку 1993 року, але баскський клуб продав іншого футболіста Рафаеля Алькорту в «Реал», тому Гарітано тоді прописку так і не змінив.
1996 року за 300 мільйонів песет перейшов до клубу «Реал Сарагоса», за який відіграв 6 сезонів. Граючи у складі сарагоського «Реала» також здебільшого виходив на поле в основному складі команди. Завершив професійну кар'єру футболіста виступами за команду «Реал Сарагоса» у 2002 році, зігравши при цьому в Ла Лізі 147 матчів і відзначившись 15 голами. З цією ж командою Гарітано здобув і свій єдиний трофей у кар'єрі — Кубок Іспанії у 2001 році, перегравши у фіналі «Сельту» (3:1).

## Виступи за збірну
З 1984 року грав у юнацькій збірній Іспанії, а у 1989–1990 роках провів п'ять матчів за молодіжну збірну Іспанії, втім до національної збірної не залучався.
Натомість грав у складі невизнаної УЄФА та ФІФА збірної Країни Басків. Протягом 1993–1996 років провів у формі головної команди регіону 3 матчі.

## Кар'єра тренера
По завершенні кар'єри гравця Гарітано зайнявся тренерською діяльністю, працюючи з молодіжними командами «Реала Сарагоси». В середині січня 2008 року він замінив Віктора Фернандеса на посаді головного тренера клубу. Першу гру під його керівництвом команда програла — в рамках 1/8 фіналу Кубка Іспанії поступилася сантандерському «Расінгу» з рахунком 2:4.
Лише через два дні «Реал Сарагоса» провела свій єдиний матч на чолі з Гарітано у чемпіонаті, обігравши вдома з рахунком 3: 1 «Реал Мурсію». Незабаром після цього 22 січня Гарітано пішов з поста головного тренера, пославшись на особисті причини. «Сарагоса» ж, змінивши до кінця сезону ще двох тренерів, за підсумками сезону 2007/08 вилетіла з Прімери.
Через сім місяців після відставки Андер повернувся до арагонського клубу, взявши на себе відповідальність за юнацьку команду (Ювеніль А), а у грудні 2009 року став тренувати «Реал Сарасосу Б», оскільки колишній головний тренер дублерів Хосе Ауреліо Гай очолив головну команду. Після того як Гарітано не вділося вийти з командою до Сегунди Б за підсумками сезону 2009/10 (3-тє місце у своїй групі в Терсері) його було замінено на Еміліо Ларраса, а Гарітано повернувся до роботи з юнаками, де працював до літа 2013 року, після чого покинув клуб.
Влітку 2014 року став спортивним директором клубу «Депортіво Ебро» з Терсери, яка в першому ж сезоні вийшла до Сегунди Б.

## Титули і досягнення
- Володар Кубка Іспанії (1):

«Реал Сарагоса»: 2001

## Особисте життя
Має старшого брата Анхеля Гарітано, що теж був футболістом і тренером. Крім цього є дядьком іншого баскського футболіста та тренера Гаїски Гарітано.
Також є далеком родичем Хуана Уркісу, що також грав та був головним тренером клубу «Атлетік Більбао».